# Appomattox (rzeka)
Appomattox (ang. Appomattox River) – rzeka w Stanach Zjednoczonych, w środkowej i wschodniej Wirginii, dopływ rzeki James. Jej długość wynosi ok. 220 km. Appomattox odwadnia płaskowyż Piedmont i obszar nadbrzeżnych równin na południowy wschód od Richmond. Jest to obszar uprawy bawełny i tytoniu.
Rzeka ma swoje źródło na płaskowyżu Piedmont, w północno-wschodniej części hrabstwa Appomattox ok. 16 km na północny wschód od miasta Appomattox. Płynie w kierunku wschodnim-południowo-wschodnim przez lasy Buckingham-Appomattox aż po Farmville. Za Farmville tworzy duży łuk w kierunku północnego, a następnie południowego wschodu. Przecinając przybrzeżną równinę, przepływa przez zbiornik wodny Chesdin, omijając na południowy zachód od miasta Richmond. Przepływa przez Petersburg oraz tzw. Tri-cities, by w końcu ujść do rzeki James w Hopewell.
W kwietniu 1865 podczas kampanii Appomattox (Appomattox Campaign) w czasach wojny domowej, wojska konfederatów próbowały spalić most High Bridge nad tą rzeką, na północny zachód od Burkeville, żeby uciec ścigającej ich armii Unii. Miało to miejsce wkrótce po upadku Petersburga. Przejęcie przez Unię mostu przesądziło o poddaniu się generała Roberta E. Lee w pobliskim Appamottox Court House – co zakończyło wojnę w Wirginii.